# Maria Kamińska (posłanka)
Maria Kamińska (ur. 21 listopada 1906 w Siedlcach, zm. 29 lipca 1979) – polska nauczycielka i działaczka harcerska związana z Siedlcami, posłanka na Sejm PRL III kadencji (1961–1965).

## Życiorys
Ukończyła Gimnazjum im. Królowej Jadwigi w Siedlcach oraz Centralny Instytut Wychowania Fizycznego w Warszawie. Następnie powróciła do gimnazjum w Siedlcach, gdzie rozpoczęła pracę jako nauczycielka wychowania fizycznego i przysposobienia wojskowego. W tej samej szkole w latach 1952-1966 zajmowała stanowisko dyrektora. 
Od 1949 działała w Stronnictwie Demokratycznym, w którym pełniła m.in. funkcję przewodniczącej Komitetu Powiatowego. Od 1958 zasiadała w Miejskiej Radzie Narodowej. Należała do Związku Harcerstwa Polskiego. W 1961 uzyskała mandat posłanki na Sejm PRL z okręgu Siedlce, zasiadała w Komisji Zdrowia i Kultury Fizycznej. Po odejściu z Sejmu sprawowała mandat radnej MRN i wiceprzewodniczącej jej Prezydium w latach 1969–1976. Zmarła 29 lipca 1979 roku. Została pochowana na Cmentarzu Centralnym w Siedlcach.
Odznaczona m.in. Złotą Odznaką „Za zasługi dla województwa warszawskiego”, Srebrnym Krzyżem Zasługi oraz Krzyżem Kawalerskim Orderu Odrodzenia Polski.